# ليو دياز
ليو دياز (بالإسبانية: Alan Leonardo Diaz)‏ هو لاعب كرة قدم أرجنتيني، ولد في 27 يناير 2000 في لانوس في الأرجنتين.